# Mosonyi Albert
Mosonyi Albert, születési nevén Moskovits Ábrahám (Szolnocska, 1869. február 3. – Budapest, Józsefváros, 1958. március 14.) bányafőorvos, tiszti főorvos.

## Életpályája
Moskovits Salamon és Klein Rozália fiaként született zsidó családban. A Ferenc József Országos Rabbiképző Intézet növendéke volt, s egyik osztálytársa Makai Emilnek, akihez szoros barátság fűzte. 1889-ben tett érettségi vizsgát, majd felvételt nyert a Budapesti Tudományegyetem Orvostudományi Karára. Orvosi oklevelének megszerzése után majdnem két évig teljesen ingyen dolgozott mint externista, végül segédorvosi álláshoz jutott havi 40 forintért, részbeni ellátással. Az 1910-es évektől az Esztergom-Szászvári Kőszénbánya Rt. bányaorvosa volt.
1933 augusztusában Esztergom és Komárom vármegyék főispánja vármegyei tiszti főorvossá nevezte ki. A zsidó felekezet hűséges tagja. Tagja volt az Izraelita Magyar Irodalmi Társulatnak. 1938. áprilisi ülésén a Székesfehérvári Orvosi Kamara áthelyezte a Budapesti Orvosi Kamara tagjainak sorába. 1946 áprilisában a Magyar Orvosok Szabad Szakszervezetének ülésén vehette át aranydiplomáját, orvosi működésének 50. évfordulóján.
Orvosi munkássága jelentős részét tette ki a gümőkor elleni küzdelem. Rendszeresen jelentek meg e tárgyú írásai az országos szaksajtóban és helyi lapokban.
A II. sz. Belgyógyászati Klinikán hunyt el szívizom-elfajulás következtében.
A Kozma utcai izraelita temetőben nyugszik.

## Családja
Felesége Moskovits Regina, Róza (1881–1944) volt, Moskovits Illés és Grünwald Amália lánya, akivel 1902-ben Szobráncon kötött házasságot.
Gyermekei:
- Buday Tiborné Mosonyi Klára (1903–2002) szakíró.
- Mosonyi Márta (1905–1987) orvos. Első férje Reh Imre ügyvéd volt, akitől egy év után elvált. 1936-ban Győri Pál (1890–?) orvoshoz ment nőül.[9]
- Mosonyi László (1909–1998) belgyógyász, egyetemi oktató. Felesége Varjassy Ilona.

## Művei
- Védekezés a vörheny ellen. (Budapesti Orvosi Újság, 1913, 1.)
- A hasi hagymáz egyes ritkább complicatióiról. (Budapesti Orvosi Újság, 1914, 33.)
- Gangraena symmetrica esete. (Budapesti Orvosi Újság, 1916, 37.)
- Socialismus és orvostudomány. (Budapesti Orvosi Újság, 1919, 25.)
- Érdekesebb esetek a vidéki orvosi gyakorlatból. (Gyógyászat, 1925, 23.)
- Savós mellhártyaizzadmány expectoratiója. (Gyógyászat, 1925, 44.)
- Urethra-kő 21 hónapos gyermeknél. (Gyógyászat, 1925, 48.)
- Diplegia facialis et polyneuritis postdiphtheritica esete. (Gyógyászat, 1932, 23.)
- Ártatlanok bujakórja. (Jó Egészség, 1933, 23–24.)
- A falu dicsérete. (Magyar Népegészségügyi Szemle, 1934, 2.)
- Pénztár és pénztári tag együttműködése. (Munkaügyi Szemle, 1934, 11.)
- A háziállatok emberre átragadó betegségeiről. (Munkaügyi Szemle, 1937, 5–6.)
- Az ankylostomiasis tünettanához. (Orvosi Hetilap, 1938, 13.)
- Betegápolás falun. (Magyar Népegészségügyi Szemle, 1941, 11.)
- Munkásvédelem a bányában. (Orvosok Lapja, 1947, 18.)
- Pillantás a múltba és a jövőbe. (Orvosi Hetilap, 1952, 21.)
- Emlékek és tanulságok. (Orvosi Hetilap, 1953, 16.)

## Díjai, elismerései
- Vöröskereszt hadiékítményes II. osztályú díszjelvénye (1917)[10]

## Emlékezete
- Nevét viseli a dorogi Dr. Mosonyi Albert Gondozási Központ